# Ivonne Fournery
Ivonne Fournery (Buenos Aires, 3 de diciembre de 1951) es una actriz, dramaturga y guionista argentina.

## Formación
Educada en el Colegio Michael Ham, tuvo una exigente formación plurilingüe. Desde muy joven reveló capacidad para el estudio y análisis de textos teatrales, lo que más tarde sería esencial para su trabajo como guionista radial y adaptadora de obras clásicas.

## Trayectoria como actriz
Ingresó al Conservatorio Nacional de Arte Dramático por iniciativa del actor Antonio Gasalla. Allí se tituló como actriz en 1967.
Tempranamente comenzó a actuar en televisión, lo que no fue ideal para su carrera de actriz teatral. Esto no impidió que tuviera importantes participaciones en El abanico de Carlo Goldoni, Martin Fierro en versión de Elías Alippi, Edipo Rey de Sófocles, El sombrero de paja de Italia de Eugène Labiche, Bodas de sangre de Federico García Lorca dirigida por Julio Piquer. Asimismo Víctor García Peralta la convoca para dos estrenos de Rainer Werner Fassbinder en Argentina; Las amargas lágrimas de Petra von Kant, y Libertad en Bremen.
En la apertura del festival de teatro de Córdoba de 1991, con dirección del Maestro Jorge Fontenla, tradujo y protagonizó el oratorio Juana de Arco en la hoguera sobre el poema de Paul Claudel con música de Arthur Honegger.
En la televisión comenzó en ciclos como El amor tiene cara de mujer, y varios ciclos de Alejandro Doria, hasta que fue convocada por Alberto Migré quien significa una influencia notable en su carrera posterior y la inicia en el interés por la escritura.
Algunos ciclos en televisión fueron Pablo en nuestra piel, Fabián 2 Mariana 0, Amada, La extraña dama, Cosecharás tu siembra, Más allá del horizonte, Gasalla en la tele y El palacio de la risa.
Actuó en 12 filmes, los más notables Los médicos, Gatica, el Mono, Viaje por el cuerpo, Sangre y Vísperas.
Por el film Sangre obtuvo el Premio a la Mejor Actriz en el festival de Amiens.

## Trayectoria como Guionista
Su primera colaboración autoral fue con Esteban Peláez, primero de modo incipiente para el ciclo Nosotros y los miedos, y luego comienza a escribir con él en La otra tierra y Que se vengan los chicos. Debido al prematuro fallecimiento de Peláez, Fournery se hace cargo de la escritura de ambos ciclos.
Luego escribió los exitosos ciclos televisivos El árbol azul, El palacio de la risa y Nueve lunas.

### Radio
En atención a la experiencia de Fournery como adaptadora, la actriz y directora Nora Massi, la convoca para hacer adaptaciones radiales de grandes clásicos teatrales para el emblemático ciclo radial Las dos carátulas, primero con obras de teatro universal y luego de teatro argentino. Su relevante participación la llevó a a adaptar más de 70 obras teatrales para la radio, poniendo en el aire obras de Molière, Bernard Shaw, Shakespeare, Pirandello, Ibsen, Wilde y los clásicos griegos entre otras grandes autores.

## Argentores
Desde 1998 forma parte de la comisión directiva de Argentores (Sociedad General de Autores de la Argentina), primero en Acción Social, luego en el Consejo Profesional de Cine. , entidad que en 2023 la galardona con el Gran Premio de Honor, por su trayectoria.

## Televisión
| Ficciones | Ficciones                      | Ficciones | Ficciones                                               |
| Año       | Título                         | Canal     | Personaje                                               |
| --------- | ------------------------------ | --------- | ------------------------------------------------------- |
| 1969      | Nuestra galleguita             | Canal 9   | Sor Mariana                                             |
| 1970      | Su comedia favorita            | Canal 9   | Zulema                                                  |
| 1970      | Los parientes de la Galleguita | Canal 9   | Sor Mariana                                             |
| 1970      | Historias de mamá y papá       | Canal 13  | Beatriz                                                 |
| 1974      | Aprendiendo a amar             | Canal 13  | Jimena Peñalver                                         |
| 1974      | Doménica Montero               | Canal 13  | Doménica Montero Campos-Baigorria                       |
| 1977      | Pablo en nuestra piel          | Canal 13  | Delfina Ledesma                                         |
| 1977      | Vivir por amor                 | Canal 13  | Justina                                                 |
| 1977      | El tema es el amor             | Canal 13  | Rosaura O'Connor                                        |
| 1978      | Vos y yo, toda la vida         | Canal 13  | Paula                                                   |
| 1979      | Chau, amor mío                 | Canal 13  | Julia                                                   |
| 1980      | Fabián 2 Mariana 0             | ATC       | Gabriela Robles                                         |
| 1980-1981 | Hilda                          | ATC       | Verónica Ojeda                                          |
| 1981      | Las 24 horas                   | ATC       | Luz María "Ep: Veinticuatro horas antes de la fractura" |
| 1981      | Pilar                          | ATC       | Pilar Escalada                                          |
| 1981      | Un latido distinto             | ATC       | Irene                                                   |
| 1981-1982 | Laura mía                      | ATC       | Angélica                                                |
| 1982      | Después del final              | ATC       | María Castellanos                                       |
| 1982      | Angelina                       | Canal 9   | Gaviota Montenegro                                      |
| 1983      | Mi nombre es Lara              | Canal 9   | Alicia Padilla                                          |
| 1983      | Luján                          | ATC       | Luján Sotomayor Robinson                                |
| 1984      | Amada                          | Canal 13  | Lidia Reyes                                             |
| 1985      | Increíblemente sola            | Canal 9   | Yolanda                                                 |
| 1985      | Los 16 de Gabriela             | ATC       | Rosalía Buenanueva                                      |
| 1986      | El hombre que amo              | Canal 9   | Paulina Velázquez                                       |
| 1986-1987 | Pasión y poder                 | ATC       | Ana Paula Montanari de García-Luna                      |
| 1988      | No va mas, la vida nos separa  | Canal 9   | Eugenia Cardozo                                         |
| 1989      | La extraña dama                | Canal 9   | Sor Angélica                                            |
| 1991      | Cosecharás tu siembra          | Canal 9   | Débora Solís                                            |
| 1994      | Más allá del horizonte         | Canal 9   | Miss Margaret Parker                                    |
| 1996      | Son cosas de novela            | Canal 7   | Ella misma                                              |

## Radio
Resumen de las principales adaptaciones para el ciclo Las dos carátulas en Radio Nacional (Argentina)
| Alfred de Musset        | Lorenzaccio                      |
| George Bernard Shaw     | Santa Juana                      |
| Luigi Pirandello        | La vida que te di                |
| Luigi Pirandello        | A cada cual su juego             |
| Luigi Pirandello        | Vestir al desnudo                |
| William Shakespeare     | Hamlet                           |
| William Shakespeare     | Macbeth                          |
| William Shakespeare     | El rey Lear                      |
| William Shakespeare     | Otelo                            |
| William Shakespeare     | Romeo y Julieta                  |
| William Shakespeare     | Las alegres comadres de Windsor  |
| William Shakespeare     | Julio César                      |
| William Shakespeare     | La Tempestad                     |
| Federico García Lorca   | La casa de Bernarda Alba         |
| Federico García Lorca   | Doña Rosita la soltera           |
| Jorge Grasso            | Historia de las Aldao            |
| Henrik Ibsen            | El pato Salvaje                  |
| Henrik Ibsen            | Peer Gynt                        |
| Henrik Ibsen            | El pato salvaje                  |
| Oscar Wilde             | Una mujer sin importancia        |
| Carlo Goldoni           | La Posadera                      |
| Fridrik Schiller        | María Estuardo                   |
| Anton Chejov            | La Gaviota                       |
| Anton Chejov            | El jardín de los cerezos         |
| Anton Chejov            | Tío Vania                        |
| Sófocles                | Antígona                         |
| Osvaldo Dragún          | Los de la mesa 10                |
| Alberto Vacarezza       | Juancito de la Ribera            |
| Agustín Pérez Pardella  | Guayaquil                        |
| Agustín Pérez Pardella  | El resplandor de la Furia        |
| Plácido Donato          | Crimen en la casa de las piedras |
| Samuel Eichelbaum       | Pájaro de barro                  |
| Alberto Rodríguez Muñoz | El tango del Ángel               |

## Cine
| Películas | Películas           | Películas |
| Año       | Título              | Personaje |
| --------- | ------------------- | --------- |
| 1977      | Basta de mujeres    | Araceli   |
| 1978      | Los médicos         | Guadalupe |
| 1993      | Gatica, el Mono     | Bárbara   |
| 2001      | Viaje por el cuerpo | Verónica  |
| 2003      | Sangre              | Asunción  |
| 2004      | Tus ojos brillaban  | Susana    |